# بافل دوروف
بافل فاليريفيتش دوروف (الروسية: Павел Валерьевич Дуров) (10 أكتوبر 1984)، هو رائد أعمال روسي يحمل أيضا جنسيات فرنسا والإمارات وسانت كيتس ونيفيس، اشتهر بكونه مؤسس موقع التواصل الاجتماعي فكونتاكتي، ولاحقًا تيليجرام. وهو الشقيق الأصغر لنيكولاي دوروف. يٌطلق عليه اسم مارك زوكربيرغ روسيا.
اختير بافل دوروف في أغسطس 2014 واحدًا من أكثر القيادات الشابة تحت 30 سنة الواعدة في أوروبا الشمالية. اختير في عام 2017 للانضمام إلى القيادات العالمية الشابة في المنتدى الاقتصادي العالمي ممثلاً لفنلندا.
أُدرج بافل دوروف في قائمة فوربس للمليارديرات عام 2023 بصافي ثروة بلغ 11.5 مليار دولار، وتعود معظمها إلى ملكيته لتطبيق تيليجرام، ويحتل دوروف المرتبة 120 في أغنى أشخاص العالم اعتبارًا من 25 أغسطس 2024، وقد اعتبرته مجلة أريبيان بزنس في فبراير 2023 أقوى رائد أعمال في دبي.
اعتقلت الشرطة الفرنسية دوروف في 24 أغسطس 2024 فور هبوط طائرته الخاصة في مطار لو بورجيه شمال باريس، وذلك بموجب مذكرة تفتيش أصدرها محققون فرنسيون يتهمونه فيها بعدم اتخاذ إجراءات ضد الاستعمال المسيء لتطبيقه من جانب بعض المستخدمين.

## النشأة والتعليم

### عائلته
كان جد بافل الذي يُدعى سيميون بيتروفيتش تولياكوف محاربًا في الحرب العالمية الثانية حيث خدم في الفرقة 65 في الجيش الأحمر، وحارب على جبهة لينينغراد في كراسنوبورسكاي وغاتشينسكي، وأُصيب في الحرب 3 مرات وحصل على وسام النجمة الحمراء ووسام الحرب الوطنية من الدرجة الثانية، وعلى الدرجة الأولى منه في الذكرى الأربعين لنهاية الحرب.
أما فاليري والد بافل، فهو حاصل على دكتوراه في فقه اللغة ومؤلف لأوراق بحثية، ويشغل منصب رئيس قسم فقه اللغة الكلاسيكي في كلية الفيلولوجيا بجامعة سانت بطرسبرغ الحكومية منذ عام 1992.
قال بافل أن أصول عائلته من أمه تعود إلى كييف، واسم عائلتها الأوكراني هو إيفانينكو، وحتى اليوم لديهم العديد من الأقارب الذين يعيشون في أوكرانيا.

### النشأة
وُلد بافل دوروف في لينينغراد في جمهورية روسيا الاتحادية الاشتراكية السوفيتية، ولكنه قضى معظم طفولته في تورينو بإيطاليا بسبب عمل والده. درس بافل لاحقًا في جامعة سانت بطرسبرغ الحكومية.

## حياته المهنية

### فكونتاكتي
أنشأ بافل أثناء دراسته في الجامعة منتدى اسمه spbgu.ru، واشتهر هذا المنتدى بعد ذلك. التقى بافل في عام 2006 بزميله إسحاق ميريلشفيلي في سانت بطرسبرغ حيث تحدث معه إسحاق عن فيسبوك الذي كان يزداد شعبية، وقررا إنشاء شبكة اجتماعية روسية جديدة. وقد شاركهم شخص ثالث في تأسيس الموقع وهو إسرائيلي يُدعى ليف بينزوموفيتش ليفييف، وصار بافل الرئيس التنفيذي، وضم بافل أخاه نيكولاي دوروف معهم لتطوير الموقع حيث فاز نيكولاي في مسابقات دولية عديدة في الرياضيات والبرمجة.
أطلق دوروف موقع فكونتاكتي للاختبار التجريبي في سبتمبر 2006. وحُدد له في الشهر التالي اسم النطاق Vkontakte.ru. أٌسس المشروع الجديد في 19 يناير 2007 بوصفها شركة روسية ذات مسؤولية محدودة. وصل عدد المستخدمين إلى مليون مستخدم في يوليو 2007، وإلى 10 ملايين في أبريل 2008. تجاوز موقع فكونتاكتي منافسه أدناكلاسنيكي في ديسمبر 2008 وأصبح الخدمة الاجتماعية الأكثر شعبية في روسيا. نمت قيمة الشركة لتصل إلى 3 مليارات دولار أمريكي.
تورط بافل في مواجهة مع الشرطة في سانت بطرسبرغ عندما طالبت الحكومة بإزالة صفحات السياسيين المعارضين بعد الانتخابات التشريعية الروسية 2011. رد بافل بنشر صورة لكلب يخرج لسانه ويرتدي رداءً ذا قلنسوة، وغادرت الشرطة بعد ساعة عندما لم يجب على الباب.
نشر بافل علنًا صورة له في 2012 وهو يمد إصبعه الأوسط واعتبرها رده الرسمي على محاولات مجموعة ميل.آر يو لشراء فكونتاكتي. قرر بافل في ديسمبر 2013 بيع حصته البالغة 12% إلى إيفان تافرين، ولكن أعاد تافرين لاحقا بيع هذه الأسهم إلى مجموعة ميل.آر يو.

#### الانسحاب من فكونتاكتي
قدّم دوروف استقالته إلى مجلس إدارة فكونتاكتي في 1 أبريل 2014، وقد أثير الجدل في البداية حول صحة الاستقالة. صرّح دوروف بنفسه في 3 أبريل 2014 أن الأمر كان كذبة أبريل. وقد ختم رسالة استقالته بعبارة "وداعًا وشكرًا على السمك"، وهي جملة مأخوذة من الرواية الشهيرة دليل المسافر إلى المجرة وعنوان كتاب لاحق في السلسلة. قال المتحدث باسم الشركة إن هناك بيانًا رسميًا حول استقالته، ولكنه تبين أنه كان رابطًا إلى ميم الإنترنت الشهير ريك رولينغ.
رفض دوروف علنًا في أبريل 2016 تسليم البيانات الشخصية للمتظاهرين الأوكرانيين المعارضين للرئيس الموالي لروسيا فيكتور يانوكوفيتش إلى جهاز الأمن الفيدرالي الروسي، ورفض أيضًا حظر صفحة أليكسي نافالني على فكونتاكتي، ونشر الأوامر ذات الصلة على صفحته الشخصية في فكونتاكتي، قائلًا إن هذه الطلبات غير قانونية.
أُقيل دوروف من منصب الرئيس التنفيذي لشركة فكونتاكتي في 21 أبريل 2014. وصرحت الشركة بأنها تعمل بناءً على خطاب استقالته قبل شهر والذي لم يسحبه. ثم قال دوروف إن الشركة قد استولى عليها حلفاء فلاديمير بوتين فعليًا مشيرًا إلى أن إقالته جاءت نتيجة لرفضه تسليم التفاصيل الشخصية للمستخدمين إلى جهاز الأمن الفيدرالي الروسي ورفضه تسليم البيانات الشخصية للأشخاص الذين كانوا أعضاء في المجموعات الخاصة بأحداث الميدان الأوروبي على منصة فكونتاكتي. غادر دوروف بعد ذلك روسيا وصرح بأنه "ليس لديه خطط للعودة" وأن "البلاد غير متوافقة مع الأعمال التجارية عبر الإنترنت في الوقت الحالي".

### تيليجرام
حصل بافل بعد مغادرته روسيا على جنسية سانت كيتس ونيفيس عن طريق التبرع بمبلغ 250,000 دولار لصندوق تنويع صناعة السكر في البلاد، وأمَّن لنفسه 300 مليون دولار نقدًا في بنوك سويسرية، والذي ساعده على إنشاء شركته التالية تيليجرام، والتي تركز على خدمة الرسائل المعماة. كان مقر التيليجرام في برلين ثم نُقل إلى دبي.
أعلن بافل في يناير 2018 عن إطلاق عملة "جرام" المعماة والشبكة المفتوحة في محاولة لتحقيق أرباح من النجاح المتزايد لتيليجرام. جمع المشروع إجمالي 1.7 مليار دولار من المستثمرين، ولكن أوقفت هيئة الأوراق المالية والبورصات الأمريكية هذه المشاريع حيث قالت المحكمة أن عملة جرام تجاوزت قوانين التمويل الأمريكية ويجب إعادة الأموال للمستثمرين.
حاولت روسيا في 2018 حظر تيليجرام بعد أن رفضت الشركة التعاون مع خدمات الأمن الروسية، وقد أشار خطاب مسرب من موظف في جهاز الأمن الفيدرالي الروسي إلى أن الحظر كان مرتبطًا في الواقع بنية الشركة إلى إطلاق الشبكة المفتوحة. استمرت مع ذلك وزارة الخارجية الروسية في تشغيل قنوات رسمية على التطبيق. رُفِعَ أمر الحظر في عام 2020، بعد محاولات دامت عامين، حيث أفادت التقارير بأن الخدمة تفادت الحظر باستخدام تقنية تقديم النطاق. وكان السبب المعلن لرفع الحظر هو موافقة تيليجرام على "مكافحة الإرهاب والتطرف" على المنصة.
في سبتمبر 2024، طرأ تحول ملحوظ فيما يتعلق بخصوصية المستخدم، قام تطبيق تيليجرام بتعديل سياسته للسماح بمشاركة بيانات المستخدمين، بما في ذلك عناوين الآي بي وَأرقام الهواتف، معَ الجهات القانونية وَالأمنية. سيقوم تيليجرام الآن بكشف بيانات المستخدمين استجابة للطلبات القانونية السليمة، لتشمل حالات تتجاوز الإرهاب إلى أي نشاط إجرامي ينتهك شروط الخدمة الخاصة بها. يهدف هذا التغيير إلى ردع الأنشطة غير القانونية على التطبيق، مع مراعاة مخاوف الخصوصية، بينما يواجه دوروف اتهامات خطيرة تتعلق بسوء استخدام المنصة.

## الاعتقال
اُعتقل دوروف في 24 أغسطس 2024 من قبل ضباط من مكتب مكافحة الاحتيال الفرنسي التابع لسلطة الجمارك الفرنسية في مطار باريس لو بورجيه مباشرة بعد خروجه من طائرته الخاصة عقب وصوله إلى فرنسا من أذربيجان حيثُ يُشاع أنه التقى مع فلاديمير بوتين — ومع ذلك، زعمت مصدر مرتبط بالقوات الأمنية الروسية أن بوتين رفض الاجتماع وفي مؤتمر صحفي، أكد المتحدث باسم الكرملين ديمتري بيسكوف أن دوروف وبوتين لم يلتقيا. اُعتقل دوروف بناءً على مذكرة اعتقال صادرة عن الشرطة القضائية الوطنية الفرنسية كجزء من تحقيق أولي. وُجِهَت إليه تهم عديدة بالتواطؤ. في 26 أغسطس، وجه الادعاء العام اتهامات علنية إلى بافيل دوروف بارتكاب اثني عشر تهمة بما في ذلك انتهاكات تتعلق بالاتجار بالمخدرات، واستغلال الأطفال، وغسيل الأموال، وتسعة جرائم أخرى.
اُتهم دوروف بالتواطؤ والإهمال فيما يتعلق باستخدام تليجرام لجرائم مثل الاتجار بالمخدرات، واستغلال الأطفال جنسيًا والاحتيال. إذا تمت إدانة دوروف بالتهم الموجهة إليه، فقد يواجه عقوبة تصل إلى 20 عامًا في السجن. يُقال إن دوروف كان يتجنب السفر إلى أوروبا سابقًا بسبب المخاطر القانونية المحتملة.
تشير التقارير أيضًا إلى أن دوروف كان على قائمة الأفراد المطلوبين من قبل السلطات الفرنسية وأن اعتقاله جاء بسبب مزاعم بعدم تعاونه مع المسؤولين القضائيين، بما في ذلك القضايا المتعلقة بأنشطة تليجرام. ووفقًا للشرطة الفرنسية، فإن الأنشطة الإجرامية على تليجرام استمرت دون عوائق بسبب نقص المشرفين. وقالت محامية في مجموعة حقوق الرقمية أكسس ناو ناتاليا كرافيبا «إن السلطات الفرنسية قد تحاول إجبار دوروف على تقديم مفاتيح تشفير تليجرام لفك تشفير الرسائل الخاصة" وهذا ما حاولت روسيا القيام به في الماضي بالفعل.»
أفرجت النيابة العامة الفرنسية مؤقتًا يوم الأربعاء الموافق 28 أغسطس عن بافل دوروف، الرئيس التنفيذي لتطبيق "تليجرام"، بكفالة قدرها 5 ملايين يورو، بعد أربعة أيام من الاستجواب بشأن الاتهامات المتعلقة باستخدام التطبيق في أنشطة إجرامية.
أفادت صحيفة "لو موند" الفرنسية يوم الخميس 26 سبتمبر 2024 بأن بافل دوروف، الذي تُقدَّر ثروته بحوالي 15.5 مليار دولار وفقًا لتقارير "فوربس"، أعلن خلال استجوابه في فرنسا عن راتبه السنوي الذي بلغ درهمًا إماراتيًا واحدًا، أي ما يعادل 27 سنتًا أمريكيًا. أثار هذا الإعلان حيرة المحققين الفرنسيين، لا سيما أن دوروف يُعتبر من أبرز المليارديرات على مستوى العالم.
في 6 ديسمبر 2024، مثل بافل دوروف أمام المحكمة القضائية في باريس ليتم استجوابه للمرة الأولى من قبل أحد القضاة. استجوب القاضي الرئيس التنفيذي ومؤسس تليجرام لمعرفة ما إذا كان متورطًا في الأنشطة غير المشروعة التي يتم تداولها أو تستند إلى منصته.
أثناء اعتقال دوروف وتوجيه الاتهام إليه، ذكرت صحيفة وول ستريت جورنال أنه أصبح هدفًا لعملية تجسس في عام 2017. في عملية مشتركة أطلق عليها اسم "الموسيقى الأرجوانية"، اخترق جواسيس فرنسيون والإمارات العربية المتحدة هاتف دوروف. تم استهدافه لأن الحكومات كانت قلقة بشأن استخدام تطبيق تيليجرام من قبل النشطاء المؤيدين للديمقراطية والمعارضين. كما اجتذب التطبيق المتطرفين الإسلاميين وتجار المخدرات ومجرمي الإنترنت. وعلى الرغم من الاختراق، حصل دوروف على الجنسية الإماراتية في عام 2021، عندما استثمرت الإمارات العربية المتحدة أيضًا أكثر من 75 مليون دولار في تيليجرام.

## آراؤه
دوروف يتبع مذهب الليبرتارية، وهو نباتي وممتنع عن المسكرات، والمخدرات، والكافيين، والوجبات السريعة. دوروف صرح بأنه يحافظ على أسلوب حياة زاهد ويشجع على التحرر من الممتلكات المادية. في يونيو 2019، اتبع نظام صيام يعتمد فقط على الماء لمدة ستة أيام على الأقل في محاولة لتحسين إبداعه.
في عام 2012، وهو في سن السابعة والعشرين، نشر بيانات توضح أفكاره حول تطوير روسيا وتبرع بمليون دولار لمؤسسة ويكيميديا لدعم ويكيبيديا.
قال دوروف إنه في عام 2014 رفض الامتثال لطلب جهاز الأمن الفيدرالي الروسي التابع لـ فلاديمير بوتين بتسليم البيانات الشخصية للمحتجين الأوكرانيين وقادة المعارضة خلال أحداث الميدان الأوروبي، وقال: «لأن ذلك كان يعني خيانة مستخدمينا الأوكرانيين. بعد ذلك، طُردت من الشركة التي أسستها وأُجبرت على مغادرة روسيا. فقدت شركتي ومنزلي، لكنني كنت سأفعل ذلك مرة أخرى – دون تردد.» خلال
الاحتجاجات الروسية 2011–2013 رفض دوروف رقابة حسابات فكونتاكتي التي استخدمها النشطاء المعارضون لبوتين. في 16 أبريل 2014، رفض دوروف علنًا تسليم بيانات المحتجين الأوكرانيين للوكالات الأمنية الروسية ورفض حجب صفحة أليكسي نافالني على فكونتاكتي.
في عام 2024، قال دوروف إن تليغرام يجب أن تظل «منصة محايدة ولا تكون "لاعبًا" في الجغرافيا السياسية.»

## الجوائز والتكريمات
وُصف دوروف بأنهُ مارك زوكربيرغ الخاص بروسيا نظرًا لتأسيسه موقع التواصل الاجتماعي "فكونتاكتي" الذي يشبه فيسبوك. في أغسطس 2014، اٌختير دوروف من قبل منتدى الأعمال الشمالي كأكثر القادة الواعدين تحت سن الثلاثين في شمال أوروبا. في عام 2017، اختاره منتدى الاقتصاد العالمي للشباب القادة للانضمام إلى منظمتهم، ممثلًا عن فنلندا.
في 21 يونيو 2018، منحت نقابة الصحفيين في كازاخستان جائزة لدوروف "لموقفه المبدئي ضد الرقابة وتدخل الدولة في المراسلات الخاصة للمواطنين عبر الإنترنت". في عام 2018، أدرجت مجلة فورتشن دوروف في قائمة "فورتشن 40 تحت الـ40" وهي تصنيف سنوي لأكثر الشباب تأثيرًا في عالم الأعمال.
في فبراير 2023، سُمِّي دوروف كأقوى رائد أعمال في دبي من قبل مجلة أريبيان بزنس.